# TSF (Hörfunksender)
TSF ist ein privater Hörfunksender in Portugal. Er gehört zur Global Media Group und hat seinen Sitz in Lissabon. TSF unterhält die Regionalniederlassungen Porto, Alentejo, Algarve, Madeira und Azoren.

## Geschichte
Er wurde 1989 zunächst als TSF-Rádio Jornal, dann als TSF-Rádio Notícias von einigen Radiojournalisten in Form einer Genossenschaft gegründet, wobei neben anderen Unternehmen auch die Zeitung O Jornal (einer Journalisten-Verlagsgruppe) mit 34 % Mitglied war. Der Name TSF wurde gewählt als Hommage an die erste Bezeichnung des Radios in Portugal, Telefonia Sem Fio (dt. etwa: „Drahtlos-Fernsprecher“, in Anlehnung an die frühe englische Radio-Bezeichnung wireless telegraphy). Die erste Sendung als TSF wurde am 29. Februar 1988 ausgestrahlt, jedoch war sie illegal gesendet worden, da private Hörfunksender in Portugal zu dem Zeitpunkt noch nicht zulässig waren.
Nach einer schweren Finanzkrise des Senders 1994 wurden 20 Mitarbeiter entlassen, und die Lusomundo, die Mediensparte der Portugal Telecom, übernahm die Kapitalmehrheit an der nun als portugiesische Aktiengesellschaft firmierenden Rádio Notícias, Produções e Publicidade, S.A. 22 % verblieben bei den ursprünglichen Genossenschaftern. Nach Umstrukturierung und 1996 erfolgter Privatisierung der Portugal Telecom entstand Lusomundo als eigener Medienkonzern, der 2005 seine Lusomundo Serviços-Sparte an die Controlinveste-Gruppe unter Joaquim Oliveira verkaufte, seit 2013 Global Media Group. Zu dieser gehört damit auch Rádio Notícias und seine Marke TSF.

## Programm
Der Sender ist vor allem für seine Nachrichten- und Informationsformate bekannt. So gehörte TSF zu den ersten ausländischen Medien, die 1990 aus dem befreiten Kuwait berichteten. Er sendet aber auch Musik-, Literatur- und andere Kulturprogramme, etwa Kabarett-Programme und gelegentliche Radiokonzerte von Fadosängern oder Jazzmusikern.

## Verbreitung
TSF hat nach Zahlen von 2015 eine Hörerschaft von täglich 329.000 Zuhörern.
Die regionalen Frequenzen sind, nach Distrikten von Nord nach Süd:
| - Distrikt Viana do Castelo – 105.7; 106.5; 106.9 - Distrikt Vila Real – 107.6; 106.7 - Distrikt Bragança – 103.2; 107.0 - Distrikt Braga – 106.5; 106.9; 107.6 - Distrikt Porto – 105.3 - Distrikt Aveiro – 107.4; 105.3 - Distrikt Viseu – 102.5; 106.6 - Distrikt Guarda – 107.4; 106.6; 105.4 - Distrikt Coimbra – 107.4 - Distrikt Castelo Branco – 105.1; 106.6; 100.0 | - Distrikt Leiria – 107.4; 105.4; 103.1 (Oeste) - Distrikt Santarém – 107.4; 89.5 - Distrikt Portalegre – 107.4 (abgeschwächtes Signal) - Distrikt Lissabon – 89.5; 107.4 (abgeschwächtes Signal); 103.1 (Oeste) - Distrikt Évora – 105.4 - Distrikt Setúbal – 89.5 - Distrikt Beja – 107.4; 105.4 - Distrikt Faro – 90.9 - Autonome Region Azoren (Ponta Delgada) – 99.4 - Autonome Region Madeira (Funchal) – 100.0 |